# Gelsenkirchen-Buer Nord
Gelsenkirchen-Buer Nord – przystanek kolejowy w Gelsenkirchen, w kraju związkowym Nadrenia Północna-Westfalia, w Niemczech. Znajduje się tu 1 peron.